# Rosalba Forciniti
Rosalba Forciniti (Cosenza, 13 de fevereiro de 1986) é uma judoca italiana que conquistou a medalha de bronze na categoria até 52 kg dos Jogos Olímpicos de Londres 2012..